# Keleberdivka (Kirove), Poltava
Keleberdivka (în ucraineană Келебердівка) este un sat în comuna Kirove din raionul Poltava, regiunea Poltava, Ucraina.

## Demografie
Componența lingvistică a localității Keleberdivka
     Ucraineană (95,5%)
     Rusă (4,05%)
Conform recensământului din 2001, majoritatea populației localității Keleberdivka era vorbitoare de ucraineană (95,5%), existând în minoritate și vorbitori de rusă (4,05%).